# Pavonia garckeana
Pavonia garckeana är en malvaväxtart som beskrevs av Gürke. Pavonia garckeana ingår i släktet påfågelsmalvor, och familjen malvaväxter. Inga underarter finns listade i Catalogue of Life.